# 2,3-dimetilbutadiene
Il 2,3-dimetilbutadiene (DMB) è un composto organico apolare insolubile in acqua facente parte della categoria dei dieni coniugati.
L'uso di tale sostanza è storicamente associato alla produzione industriale di gomma sintetica nel 1915, tuttavia il suo utilizzo fu presto scartato per via delle modeste proprietà del prodotto finale, al suo posto il butadiene venne quindi scelto come diene base a partire dal 1926.

## Sintesi
Il 2,3-dimetilbutadiene si ottiene per deidratazione di una molecola di pinacolo in ambiente acido (in genere si utilizza acido bromidrico al 48%) ad elevate temperature.
La reazione dà come prodotto secondario 3,3-dimetil-2-butanone che dovrà essere allontanato dalla miscela finale.